# Vesdun
Vesdun är en kommun i departementet Cher i regionen Centre-Val de Loire i de centrala delarna av Frankrike. Kommunen ligger  i kantonen Saulzais-le-Potier som tillhör arrondissementet Saint-Amand-Montrond. År 2022 hade Vesdun 544 invånare.

## Geografi
Kommunen ligger 7 km öster om Culan, 30 km nordväst om Montluçon och 25 km söder om Saint-Amand-Montrond. Vesdun är en av de 7 kommuner i Frankrike som ligger i landets geografiska centrum, beroende på hur mätningen görs. Vesdun är landets centrum om man inräknar öarna runt Frankrike.

## Befolkningsutveckling
Antalet invånare i kommunen Vesdun
Referens:INSEE

## Sevärdheter
- Kyrkan Saint-Cur från 1100-talet (romansk arkitektur)
- Fresker från 1100-talet inuti kyrkan
- Blomsterträdgård

## Galleri

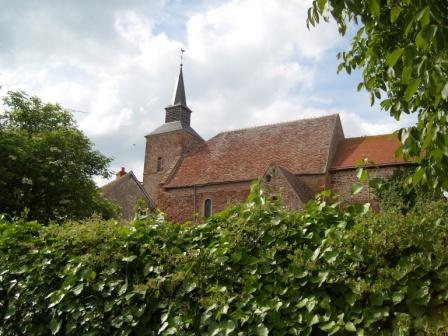
Saint-Cur, 2007
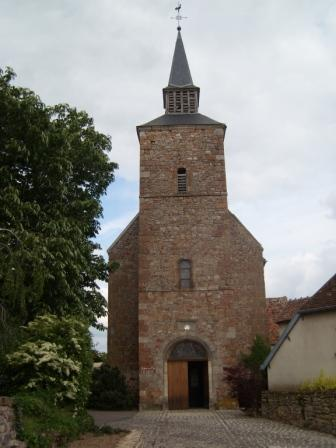
Saint-Cur, 2007